# サイモン・エステス
サイモン・エステス （英語: Simon Estes、1938年3月2日 - ）は、バス・バリトンのアフリカ系アメリカ人オペラ歌手。1960年代にデビューし、国際的なオペラのキャリアを築いた。世界の主要な歌劇場の公演に参加し、ビル・クリントン、 リチャード・ニクソン、ボリス・エリツィン、ヤーセル・アラファート、ネルソン・マンデラ、デズモンド・ツツといった各国の大統領、教皇等の国際的な著名人を前に歌った。黒人のオペラ歌手で広く成功を収めた第一世代に当たる存在であり、オペラの世界における黒人に対する人種的偏見や障壁を取り除く役割を果たした。

## 経歴
幼青年期と教育
1938年、アイオワ州センターヴィルに、ルース・ジェター・エステスとサイモン・エステスの息子として生まれた。父親は石炭坑夫で、その祖母は奴隷市場で500ドルで売られていた元奴隷であった。5人兄弟で3人の姉と弟がおり、父親の名前をとって名付けられたサイモン・エステスは、家族間では混乱を避けるため「ビリー」と呼ばれていた。一家は地域のバプティスト教会に熱心に通っており、エステスにとってはそこが初めて音楽に触れた場所であった。青年時代は、教会での音楽活動を続けつつ、学校での音楽教育プログラムに参加して過ごした。
1957年、アイオワ大学に入学したエステスは、当初医学進学過程に進もうと考えていた。しかし、心理学、宗教学と専攻を変えた後、最終的に学部で指導に当たっていたチャールズ・ケリスの影響で声楽を志すことになった。当時、エステスは大学の合唱団『オールド・ゴールド・シンガーズ』初の黒人メンバーとして歌っていたところ、それがケリスの興味を引いた。ケリスはエステスにとって初の声楽教師となり、それがエステスをオペラの世界に導くきっかけとなった。学部での教育を終えたエステスは、さらなる勉強の場を求め、アイオワで募集された奨学資金を得て、1964年ジュリアード音楽院に進学した。
声楽家としてのキャリアをスタート
当時の多くのアフリカ系アメリカ人の芸術家と同様、エステスは渡欧する決断をする。ヨーロッパではアメリカほど人種的な偏見が過酷でなかったためである。1965年には、ベルリン・ドイツ・オペラにおけるヴェルディの『アイーダ』のラムフィス役でプロのオペラ歌手としてデビュー。翌年、モスクワで行われたチャイコフスキー国際コンクールでブロンズメダルを受賞。これによって1966年、リンドン・ジョンソン大統領によりホワイトハウスに招かれ、その後ヨーロッパの主要歌劇場から出演依頼がくるようになる。
エステスは、1960年代後期から1970年代にかけて、非常に多忙なスケジュールをこなした。とりわけリヒャルト・ワーグナー作品の主役のパフォーマンスについて高い評価を受けている。スカラ座、コヴェントガーデン王立歌劇場、パリ・オペラ座、リセウ大劇場、ハンブルク州立歌劇場、バイエルン州立歌劇場、ウィーン国立歌劇場、チューリッヒ歌劇場といった舞台に立ち、ザルツブルク音楽祭やグラインドボーン音楽祭等の著名な音楽祭にも参加した。1978年、アフリカ系アメリカ人男性として初めてバイロイト音楽祭に参加し、ワーグナーの『さまよえるオランダ人』のタイトルロールを歌った。この公演でエステスは大成功を収め、続く6年間にわたりバイロイトの舞台に立つことになった。また、1985年にはバイロイトに再登場してオランダ人を演じた。このときの公演は映像化され、現在もなおオランダ人の映像化作品のうち最高の名盤の一つと考えられている。
1970年代、エステスはヨーロッパの一流歌劇場で華々しいキャリアを築いていく一方で、主要なアメリカの歌劇場からは冷遇され続けていた。1971年、『セミラーミデ』でシカゴ・リリック・オペラに初登場するが、ニーノ王の亡霊という端役であり、その後の出演の際もこれ以上の大役が割り当てられることはなかった。メトロポリタン・オペラは1960年代、1970年代エステスに出演オファーすら行っていない。1976年に、メトでウルフ・トラップとともにベッリーニの『ノルマ』のツアー公演に参加したのみであった。よりエステスに好意的だったのはサンフランシスコ・オペラ(SFO)で、『ホフマン物語』のリンドルフほか3役、ガンサー・シュラー作『訪問』アメリカ初演のカーター・ジョーンズといった大役を歌っている。エステスはそのキャリアの中で何度かSFOに戻り、ジュゼッペ・ヴェルディ作『アイーダ』のラムフィス（1972年）、アモナスロ（1981年）、『アフリカの女
』のドン・ペドロ（1972年）、『ランメルモールのルチア』のライモンド（1972年）、『さまよえるオランダ人』のオランダ人（1979年）、ワーグナー作『トリスタンとイゾルデ』のマルケ王（1980年）、ジョルジュ・ビゼー作『カルメン』のエスカミーリョ（1981年）といった役を演じた。
1981年、エステスはようやくニューヨークのメトロポリタン歌劇場からの出演オファーを受ける決断をする。承諾はしたものの、当時メトで最初のアフリカ系アメリカン人のプリマドンナとして活躍していたレオンティン・プライスから予想される困難について警告を受けている。プライスは、メトに初めて受け入れられた際、現に命に関わる脅迫に晒されていた。「サイモン、あなたにとってはもっとつらいことになるでしょう。あなたは黒人の男性だから、より厳しい差別に遭うでしょう。美しい声を持っていて、音楽的、知性的で、自立していて見た目もいい。こういった点すべてが脅威になるのです。私よりもあなたは苦労するはずですよ」もっとも、リチャード・カシリーがタイトルロール、レオニー・リザネクがエリーザベトを演じた1982年1月4日『タンホイザー』の公演において、メトの聴衆や批評家はヘルマン役でデビューしたエステスを好意的に迎えている。
エステスはその後6シーズンにわたりメトに登場し、ワーグナー作『パルジファル』のアムフォルタス、リヒャルト・シュトラウス作『エレクトラ』のオレストといった役を演じた。1985年、メト初演となるガーシュイン作『ポーギーとベス』でポーギー役を務め、1986年にはオットー・シェンク演出のメトロポリタン・オペラにおける伝説的な『指輪』の新制作においてヴォータンを歌った。1990年、メトに再登場してポーギーを歌い、メト最後の出演となった1999年には、アイーダ役のシャロン・スウィートとともに、アモナズロを演じている。彼がメトに登場した舞台で最高とも考えられているのはプライスがアイーダを演じたさよなら公演でアモナズロを歌ったもので、この公演は1985年1月3日に国営放送を通じてライブ中継されている。
エステスは、国際的なプロフェッショナル音楽家のフラタニティであるデルタ・オミクロンの賛助者を務めている。

## 人道的活動
近年、エステスはHIV・AIDSに対する闘いに取り組んでいる。AIDSはアフリカ系アメリカ人の死因のうち多くを占める。HIV・AIDSの防止と啓蒙を行う芸術家の中心となり、音楽と芸術を通じて、この病気に関連する社会経済的な障壁やレッテルを取り除くための活動を行う声楽家たちの先頭に立って活動している。
2010年7月9日、エステスは南アフリカ共和国ヨハネスブルクで行われたワールドカップのFIFAガラコンサート『Tribute to South Africa』のオープニングで演じた。そこで彼は、南アフリカで高まりつつあるマラリアの脅威について知り、この病と戦う活動を行う決心をしたのである。
2013年、サイモンエステス財団は「アイオワ・スチューデント・ケア」というプログラムを発足した。これは、アフリカにおけるマラリア撲滅のため、基金を募ってアフリカの子供たちに蚊帳を届ける活動をアイオワの学生が行うというものである。この『マラリア撲滅キャンペーン』は、国連財団及びそのNothing But Netsキャンペーンと提携し、アイオワ州の知事及び副知事の支持を得た。そして、『Save the Childeren, Save their Lives』と呼ばれるチャリティCDを販売したり 、アイオワ州エイムズで、12月15日にアイオワ・スチューデント・ケアによるクリスマスコンサートを開き、ジョセフ・ジウンタ率いるデモイン交響楽団とともに参加したりといった活動を行っている。

## 教育者として
エステスは、現在、デモイン・エリア・コミュニティカレッジ（DMACC）で音楽の客員教授を務めている。それ以前には、アイオワ州ウェイバリーに住み、ワートバーグ大学で音楽の教授として勤めながらヴォイス・レッスンを行っていた。ワートバーグのクリスマスコンサートへの出演や、ワートバーグコンサート合唱団とともに国内・国外ツアーを行うといった活動をしている。エステスは、ボストン大学における芸術家の教員や、アイオワ州立大学で、アイオワ州エイムズ在住のF. ウェンデル・ミラー著名芸術家としても名を連ねている。アイオワ州立大学から送られた博士号を含め多くの名誉学位を保有し、アイオワ大学の著名卒業生に指名されている。

## 私生活
1980年、イヴォンヌ・ベアと結婚し、ジェニファー、リン、ティファニーという3人の娘をもうけるが、21年間の結婚生活の後に離婚する。ベアは現在チューリッヒでコンサルサントとして勤めている。2001年、アイオワにいる母親の介護を担当していた看護師のオヴィダ・ストングと再婚。

## 受賞
- 1966年：チャイコフスキー国際コンクール銅メダル、モスクワ
- 1971年：ナショナル・アカデミー・オブ・レコーディング・アーティスト
- 1988年：合衆国憲法200周年記念賞1996年：アイオワ州賞（5年ごとに授与されるアイオワ州最大の市民栄誉賞）
- [8]
- 2004年：リチア・アルバネーゼプッチーニ財団賞、ニューヨーク
- 2012年：リセウ大劇場ゴールドメダル、バルセロナ（スペイン）